# Дене-єнісейські мови
Дене-єнісейські мови — гіпотетична макросім'я, що містить єнісейські мови центрального Сибіру (єдиний живий представник — кетська мова) і мови на-дене (Північна Америка). 
Гіпотезу запропонував у березні 2008 року Едвард Вайда із Західно-Вашингтонського університету на основі даних порівняльної морфології.
Ця гіпотеза добре узгоджується з раніше висунутими Е. Сепіром, Дж. Грінбергом та С. А. Старостіним гіпотезами про спорідненість сино-кавказьких мов, зокрема єнісейських, з мовами на-дене.

## Класифікація
|  | Тлінгітська мова                                                |
|  |                                                                 |
|  | \| \| Еяцька мова† \| \| \| \| \| \| Атабаські мови \| \| \| \| |
|  |                                                                 |
|  | Еяцька мова†                                                    |
|  |                                                                 |
|  | Атабаські мови                                                  |
|  |                                                                 |

|  | Еяцька мова†   |
|  |                |
|  | Атабаські мови |
|  |                |

|  | Тлінгітська мова                                                |
|  |                                                                 |
|  | \| \| Еяцька мова† \| \| \| \| \| \| Атабаські мови \| \| \| \| |
|  |                                                                 |
|  | Еяцька мова†                                                    |
|  |                                                                 |
|  | Атабаські мови                                                  |
|  |                                                                 |

|  | Еяцька мова†   |
|  |                |
|  | Атабаські мови |
|  |                |

## Порівняльна таблиця слів мовами кетів та навахо
| Слово  | Кетська (МФА) | Кетська (кирилиця) | Навахо  |
| ------ | ------------- | ------------------ | ------- |
| камінь | təˀs          | ты’сь              | tsé     |
| нога   | kiˀs          | ки’сь              | (a)keeʼ |
| старий | sīn           | синь               | sání    |
| змія   | tìɣ           | тиг, тих           | tłʼiish |

## Дискусія
Найбільшу увагу гіпотеза існування дене-єнісейської макросім'ї отримала після публікації статті Едварда Вайди 

з наведеними морфологічними, фонетичними та лексичними доказами спорідненості. 
Вайда наводить такі аргументи:
- Морфологічні дієслівні системи єнісейської прамови та сучасних мов на-дене структурно схожі. Префікси переважають над суфіксами.
- Успішно проведено реконструкцію деяких афіксів, спільних для обох сімей прамови.
- Порівняльний аналіз займенників показує, що можуть мати загального предка.
- Порівняння деяких слів зі списку Сводеша дає підстави для виведення деяких фонологічних переходів у прамові[3].

Правильність доказів Вайди заперечує російський лінгвіст, фахівець історичної компаративістики, Георгій Старостін. 
Його критика 

дене-єнісейської гіпотези, в основному, базується на невірогідності реконструкцій окремих дієслівних морфем та слів в єнісейській прамові. 
Зокрема, реконструкції, розроблені Старостіним 
, 
суперечать припущенням Вайди та його гіпотезі.
Крім цього, Старостін зазначає, що аргумент про схожість морфологічної структури не витримує критики, оскільки морфологія кетської та коттської (вимерла мова єнісейської сім'ї) істотно відрізняється, хоча генеалогічна спорідненість тут незаперечна.
І хоча Старостін не сумнівається у спорідненості єнісейських мов і мов на-дене, він припускає, що вони є частиною великої макросім'ї — дене-кавказької (або сино-кавказької), куди, крім вищезгаданих мов, входять сино-тибетські, баскська, бурушаскі та мови Північного Кавказу. Порівнюючи займенники всіх цих мов 
, 
він приходить до висновку, що генеалогічно єнісейські мають бути ближчими до мов бурушаскі та Північного Кавказу, ніж до мов на-дене, що спростовує дене-єнісейську теорію.
Деякій критиці піддається фонологічно-лексичний аналіз Вайди, проте Старостін все ж таки визнає, що докази такого типу є найдостовірнішими в роботі і можуть свідчити про можливу спорідненість мов.

## Дані генетики
Використовуючи методи аналізу повногеномних даних, генетики показали, що палеоескімоси зробили помітний внесок до генофонду народів на-дене , але не в інші групи американських індіанців 
. 
У 2017 р. було опубліковано повніші результати цього дослідження, 

що підтверджують дене-єнісейську мовну гіпотезу.